# Paul Simon (homme politique, 1886-1956)
Pour les articles homonymes, voir Paul Simon et Simon.
Paul Simon, né le 14 juin 1886 à Brest et mort le 6 mai 1956 à Paris, est un homme politique français, député du Finistère, puis conseiller de la République du Finistère et avocat. 
Il est le directeur politique du quotidien rennais L'Ouest-Éclair et prend une part importante à la création de la démocratie chrétienne en Bretagne.

## Biographie
Paul Simon est né le 14 juin 1886 à Brest et est décédé le 6 mai 1956 à Paris.
Il s'est engagé, pendant la guerre de 1914, comme officier d'administration des subsistances. 

## Carrière politique
Paul Simon, un avocat qui affiche ses convictions catholiques, est d'abord élu au conseil municipal de Brest, puis conquiert, le 23 avril 1913, le siège de député dans la circonscription de Brest 2 qui était détenu jusqu'ici par la droite conservatrice en la personne de François-Émile Villiers. Paul Simon est alors le plus jeune député de France.
Il est réélu député en 1914, 1919, 1924, 1928, 1932 et 1936.
Il fonde l'hebdomadaire politique Le Démocrate qui rassemble les premiers démocrates chrétiens du Finistère.
Il est aussi l'un des fondateurs du Parti démocrate populaire et participe à l'essor du quotidien, L'Ouest-Éclair, organe principal de la démocratie chrétienne en Bretagne et dans l'Ouest, dont il est directeur politique jusqu'en 1940.
Il vote contre les pleins pouvoirs au maréchal Pétain en 1940.
Il fait partie du Comité départemental de la Résistance de son département et est nommé à l'Assemblée consultative provisoire. 
En 1946, il est élu conseiller de la République par l'Assemblée nationale, mais décide de ne pas se représenter aux élections au Conseil de la République en 1948.
Les 27 décembre 1946, 14 janvier 1947 et 14 janvier 1948, il est nommé questeur du Conseil de la République,,.

## Distinction
- Chevalier de la Légion d'honneur (14 janvier 1948)[7]